# النسناس (صحيفة)
النسناس هي صحيفة فكاهية تونسية كانت تصدر باللغة العربية في ثلاثينيات القرن العشرين وأسسها محمد المختار سعادة في 16 نوفمبر 1936.